# Церковь Михаила Архангела (Варшава)
Церковь Святого Архистратига Михаила Архангела — не существующая ныне русская православная церковь в Варшаве.

## История
Церковь Литовского лейб-гвардии полка. Она находилась на Уяздовской аллее, у входа в парк, в стороне от казарм. Строительство храма под руководством инженер-капитана Людерса началось в 1892 году, освящение состоялось 21 декабря 1894 года. Церковь была выстроена в древнерусском стиле из кирпича, имела пять глав и шатровую колокольню. Купола церкви были покрыты жестью и окрашены зелёной краской в виде шахматной доски. Внутри церковь была расписана художником Мурашко, иконы для двухъярусного иконостаса были скопированы с икон Владимрского собора в Киеве художником Белевичем. Купол изнутри был позолочен и отделан мозаикой. В алтарной части пол был паркетный, в самом храме — из керамической плитки. Журнал «Неделя строителя» в 1894 году писал: «церковь представляет весьма неизящное здание, проектированное однако с большими претензиями».
В церкви было три престола: главный — во имя Архистратига Михаила, правый — во имя Николая Чудотворца и левый — во имя Святых Константина и Елены. К достопримечательностям церкви относилась старинная икона Иоанна Воина с частицей его мощей.
Церковь была разрушена в ходе ревиндикации в годы второй Польской республики.